# 本通寺 (佐賀市)
本通寺（ほんつうじ）は、佐賀県佐賀市高木瀬東にある日蓮宗の仏教寺院。佐賀藩主鍋島氏の藩祖以来の外戚家門・石井氏の菩提寺の一つ。山号は、弘法山。旧本山は佐賀市高木町の観照院。親師法縁。

## 歴史
室町時代中期の寛正3年（1462年）、千葉胤俊が開基となり、開山を常在院日寿上人として開創された。肥前国小城郡主千葉氏および佐賀藩主鍋島氏の一族である石井氏の帰依を受け、その菩提寺となった。
当山は一時期、隆盛を誇っていたが、安土桃山時代の頃には衰退した。佐賀藩祖鍋島直茂の家老であった石井生札が再興。生札は武勇の将であったが、幾多の合戦で多くの人を殺傷した罪滅ぼしを思い立ち、落ちぶれていた当山を再興し、みずから住職となり日栄上人と呼ばれ、寺を守った。その後、二代、三代と、石井氏が住職をつとめた。
境内には、生札のほか、石井正能（生札の孫、島原の乱一番槍の勇将）、石井龍右衛門（幕末の国学者）、石井富之助（戊辰戦争時の新政府軍海軍参謀補助）らの墓所がある。

## 交通
- JR長崎本線佐賀駅バスセンターより「二俣・金立公民館線」バス乗車→15分→「東高木」バス停下車